# Продуктов дизайн
Продуктовият дизайн е термин в областта на маркетинга и бизнеса, който е свързан с ефикасното и ефективно генериране и развиване на идеи в рамките на процес, водещ до разработването на нови продукти.
Продуктовите дизайнери изготвят в концептуален вид и оценяват идеи, като с помощта на систематизиран подход материализират своя труд под формата на продукти. Тяхната задача се състои в това да съчетават изкуство, научни знания и съвременни технологии, за да създават веществени блага. В помощ на дизайнерите са разработени иновативни софтуерни продукти, каквито са програмите за компютърно подпомаган дизайн. С тяхна помощ се ускорява процесът на разработване, като се понижава стойността на разработката. Тези софтуерни продукти позволяват дизайнерските идеи да се изпитват без необходимост от създаване на голям брой прототипи. Повишаването на производителността в сравнение с миналото е друг положителен ефект от въвеждането на CAD програмите.
Съществува ясно разграничение между задачите, които решават продуктовият и индустриалният дизайн. Индустриалният дизайн участва в процеса на придаване на уникален творчески (индивидуален) вид на продуктите, за да изглеждат по-атрактивни за потребителите.

## Процес
В процеса на разработване продуктовите дизайнери прилагат различни методологии, които изискват наличието на специфичен набор от умения.
- Първоначален етап:
  - Генериране на идея. За това помагат въображение, наблюдение и проучване.
  - Съобразяване с модерни тенденции или необходимост от продукт, който да решава конкретна задача.
- Междинен етап:
  - Решенията за дизайна възникват във връзка с отговарянето на потребителските нужди, развитието на концепцията, изследването на формата, ергономията, прототипирането, материалите и технологиите.
  - Производство.
- Финален етап:
  - Маркетингът включва пазарната реализация на продукта.

Продуктовият дизайн е широкообхватен и може да се отнася до мебелировка, електроника, осветителни тела, електро-домакински уреди, инструменти, играчки и т.н. – всички тези продукти са резултат от дейностите в рамките на продуктовия дизайн.
- Контурната бутилка на Кока-Кола, един от известните символи на продуктовия дизайн
- Изложба на дизайнерски мебели. 
 Музей на модерното изкуство, Ню Йорк
- Изложба на дизайнерски мебели. 
 Музей на модерното изкуство, Ню Йорк
- Лимоноизстисквачка, дизайн: Филип Старк